# Liste der Monuments historiques in Épagny (Côte-d’Or)
Die Liste der Monuments historiques in Épagny führt die Monuments historiques in der französischen Gemeinde Épagny auf.

## Liste der Immobilien
| Bezeichnung       | Beschreibung                             | Standort              | Kennzeichnung | Schutzstatus | Datum | Bild           |
| ----------------- | ---------------------------------------- | --------------------- | ------------- | ------------ | ----- | -------------- |
| Kirche St-Bénigne | Tympanon des Südportals, 14. Jahrhundert | Route de Dijon (Lage) | PA00112443    | Inscrit      | 1970  | weitere Bilder |

## Liste der Objekte
| Bezeichnung | Beschreibung          | Standort                        | Kennzeichnung | Schutzstatus | Datum | Bild |
| ----------- | --------------------- | ------------------------------- | ------------- | ------------ | ----- | ---- |
| Glocke (1)  | Bronze, 1514 gegossen | in der Kirche St-Bénigne (Lage) | PM21001041    | Classé       | 1943  |      |
| Glocke (2)  | Bronze, 1529 gegossen | in der Kirche St-Bénigne (Lage) | PM21001042    | Classé       | 1943  |      |